# Vulcanite
La vulcanite est un minéral rare de tellurure de cuivre. De formule chimique CuTe, elle a un éclat métallique, une teinte verte ou jaune bronze et une dureté comprise entre 1 et 2 sur l'échelle de Mohs (entre le talc et le gypse). Sa structure cristalline est orthorhombique. 
Elle possède une biréflectance et une anisotropie très prononcées, de jaune-blanc brillant, jaune-blanc grisâtre, jaune-orange à gris. Ses couleurs en lumière réfléchie sont le jaune vif ou jaune-blanc à bleu-gris moyen.
La vulcanite doit son nom à l'endroit où elle a été découverte en 1961, la mine Mammoth Good Hope à Vulcan (ville et district fantômes), comté de Gunnison, Colorado. De petits gisements ont également été découverts au Japon, en Russie, en Arabie saoudite et en Norvège, ce qui amène amène au nombre de 16 localités. On la trouve en association avec le tellure natif, la rickardite, la petzite et la sylvanite.